# Filip Porges
Filip Porges (21. července 1856 Liběšice – 6. listopadu 1925 Vídeň) byl moravský chemický a strojní inženýr, průmyslník a podnikatel židovského původu, spoluzakladatel brněnské továrny Brno-Královopolská strojírna Lederer & Porges.

## Život

### Mládí
Narodil se v Liběšicích v židovské rodině, roku 1876 nastoupil na pražskou polytechniku.

### Strojírenská praxe
Praxi následně získal ve strojírnách v Praze a Budapešti, a také v železárnách v ostravských Vítkovicích. V 80. letech 19. století začal pracovat u brněnské strojní firmy Brand & Lhuillier v Brně-Králově Poli. Spolu se svým bratrancem Augustem Ledererem roku 1889 pak vkládají své finanční prostředky ke koupi továrny a založení vlastního podniku pod názvem Brünn-Königsfelder Maschinenfabrik Lederer & Porges (Brno-Královopolská strojírna Lederer & Porges). Filip Porges z obou společníků zastával technické úkoly podnikání, Lederer se staral o finanční kondici firmy. Firma byla zapsána do obchodního rejstříku 19. února 1890.
Roku 1895 se Filip Porges v Brně oženil s o třináct let mladší Helenou Milchspeiserovou, původem z Vyškova.

### Královopolská strojírna

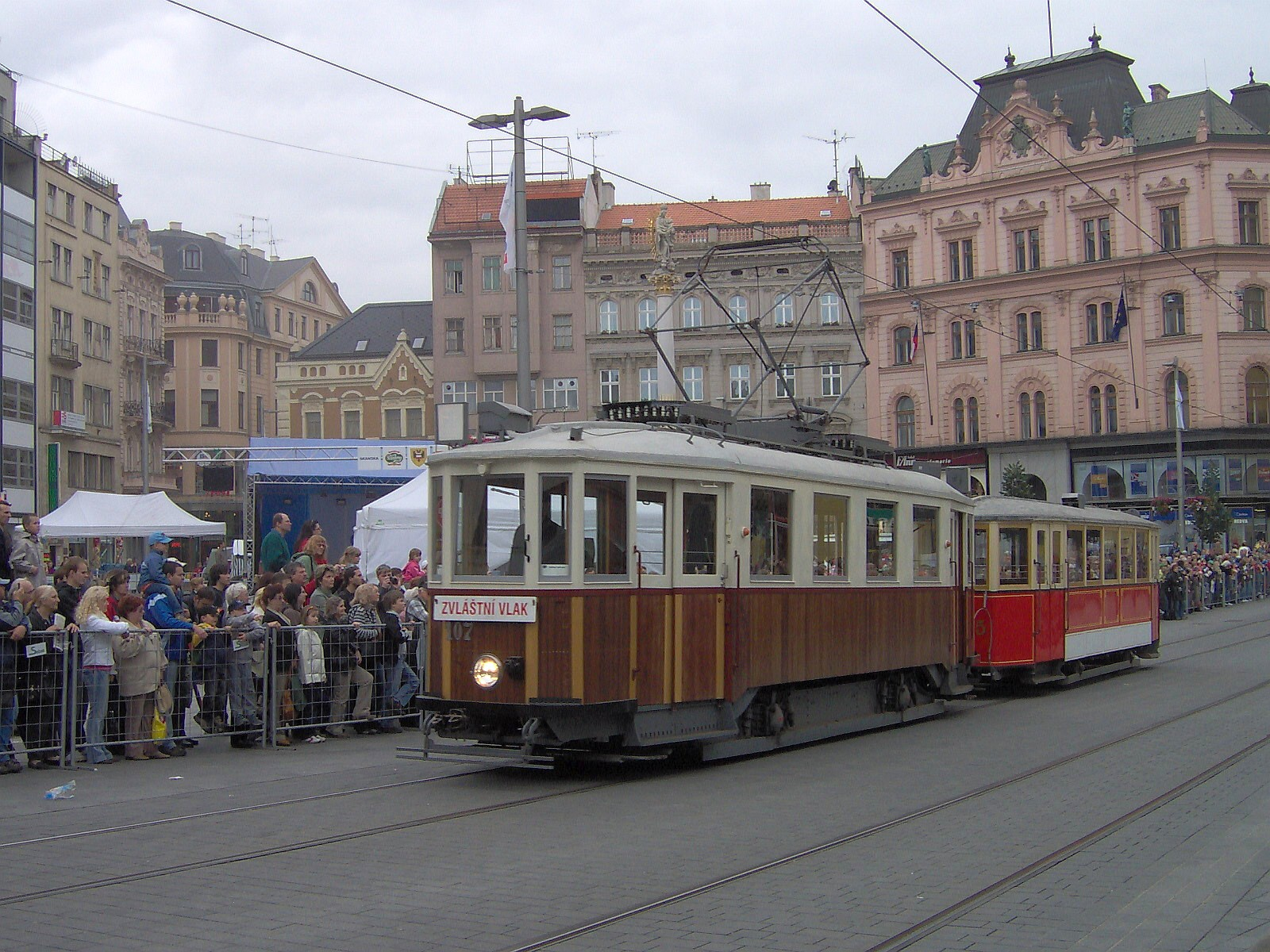
Historická tramvaj ev. č. 107 vyrobená Královopolskou strojírnou roku 1943

Firma, posléze zaměstnávající stovky lidí, se zabývala výrobou parních kotlů, zdrojových pohonných zařízení, pro průmyslové podniky (pivovary, cukrovary či tkalcovny), roku 1891 začala pod odborným vedením Filipa Porgese také s petrochemickou výrobou. Porges byl v tomto oboru držitelem několika patentů.
Jako jedna z mála strojíren v zemích Koruny České vyráběla Královopolská strojírna také železniční vagóny. Roku 1898 získala společnost ocenění na Jubilejní výstavě ve Vídni. Továrna byla také jednou z prvních v Evropě, když byl roku 1900 její areál osvětlen elektrickým proudem. Ve stejném roce také firma dodala tramvajové vozy pro nově otevřenou tramvajovou dopravu v Brně.
Po vzniku samostatného Československa roku 1918 pokračovala Královopolská strojírna nadále v činnosti, mezi lety 1918 až 1938 například realizovala zakázky pro Ministerstvo národní obrany.

### Úmrtí
Filip Porges zemřel 6. listopadu 1925 ve Vídni ve věku 71 let a byl zde také pochován.

### Rodinný život
Porges byl od roku 1895 ženatý s Helenou Milchspeiserovou.